# SparkleShare
SparkleShare ist eine Open-Source-Client-Software, um Dateien mit einem Filehosting-Dienst abzugleichen. Standardmäßig verwendet es Git als Speicher-Backend, wodurch jede Veränderung an den Dateien wieder verfügbar gemacht werden kann. Es ist vergleichbar mit Dropbox, aber der Cloud-Speicher kann durch den eigenen Server oder eine gehostete Lösung wie GitHub oder Gitorious zur Verfügung gestellt werden. Im einfachsten Fall, einem eigenen lokalen Server, erfordert es nur SSH und Git.

## Unterstützte Betriebssysteme
SparkleShare läuft auf Windows, macOS und Linux. Für einige Distributionen gibt es bereits fertige Pakete, so existieren Pakete in den Quellen von openSUSE in der Version 12.1
und Arch Linux.